# Neoramia oroua
Neoramia oroua är en spindelart som beskrevs av Forster och Wilton 1973. Neoramia oroua ingår i släktet Neoramia och familjen trattspindlar. Inga underarter finns listade i Catalogue of Life.